# Список перших секретарів ЦК КП Грузинської РСР
У статті подано список Перших (Відповідальних) секретарів ЦК КП Грузинської РСР.

## ЛідериГрузинської РСР
| Портрет | Ім'я                    | Початок правління | Завершення правління | Посада                                                                        |
| ------- | ----------------------- | ----------------- | -------------------- | ----------------------------------------------------------------------------- |
|         | Філіп Махарадзе         | лютий 1921        | 1922                 | Відповідальний секретар ЦК КП(б) Грузії                                       |
|         | Михайло Окуджава        | квітень 1922      | жовтень 1922         | Відповідальний секретар ЦК КП(б) Грузії                                       |
|         | Віссаріон Ломінадзе     | жовтень 1922      | 1924                 | Відповідальний секретар ЦК КП(б) Грузії                                       |
|         | Михайло Кахіані         | 1924              | 20 листопада 1927    | Відповідальний секретар ЦК КП(б) Грузії                                       |
|         | Михайло Кахіані         | 20 листопада 1927 | 6 травня 1930        | Перший секретар ЦК КП(б) Грузії                                               |
|         | Леван Гогоберідзе       | 6 травня 1930     | 20 листопада 1930    | Перший секретар ЦК КП(б) Грузії                                               |
|         | Самсон Мамулія          | 20 листопада 1930 | 13 жовтня 1931       | Перший секретар ЦК КП(б) Грузії                                               |
|         | Лаврентій Картвелішвілі | 13 жовтня 1931    | 14 листопада 1931    | Перший секретар ЦК КП(б) Грузії                                               |
|         | Лаврентій Берія         | 14 листопада 1931 | 31 серпня 1938       | Перший секретар ЦК КП(б) Грузії                                               |
|         | Кандид Чарквіані        | 31 серпня 1938    | 27 березня 1952      | Перший секретар ЦК КП(б) Грузії                                               |
|         | Акакій Мгеладзе         | 29 березня 1952   | 14 квітня 1953       | Перший секретар ЦК КП Грузії                                                  |
|         | Олександр Мірцхулава    | 14 квітня 1953    | 4 вересня 1953       | Перший секретар ЦК КП Грузії                                                  |
|         | Василь Мжаванадзе       | 4 вересня 1953    | 28 вересня 1972      | Перший секретар ЦК КП Грузії                                                  |
|         | Едуард Шеварднадзе      | 28 вересня 1972   | 2 липня 1985         | Перший секретар ЦК КП Грузії                                                  |
|         | Джумбер Патіашвілі      | 6 липня 1985      | 14 квітня 1989       | Перший секретар ЦК КП Грузії                                                  |
|         | Гіві Гумбарідзе         | 14 квітня 1989    | 17 листопада 1989    | Перший секретар ЦК КП Грузії                                                  |
|         | Гіві Гумбарідзе         | 17 листопада 1989 | 14 листопада 1990    | Перший секретар ЦК КП Грузії — голова Президії Верховної Ради Грузинської РСР |
|         | Автандил Маргіані       | 7 грудня 1990     | 20 лютого 1991       | Перший секретар ЦК КП Грузії                                                  |
|         | Джемал Мікеладзе        | 20 лютого 1991    | 26 серпня 1991       | Перший секретар ЦК КП Грузії                                                  |